# Veronika Hořejší
Veronika Hořejší (* 29. März 1987 in Jilemnice, Region Liberec) ist eine tschechische Biathletin.
Veronika Hořejší ist Studentin und lebt in Jablonec nad Nisou. Sie startete für den SKP Jablonex und wird von Stanislav Řezáč trainiert. Mit dem Biathlonsport begann sie im Jahr 2000, seit 2005 gehört sie dem Nationalkader Tschechiens an. Ihr internationales Debüt gab Hořejší 2004 im Rahmen der Juniorinnen-Wettbewerbe des Biathlon-Europacups in Obertilliach. Erstes Großereignis wurden die Sommerbiathlon-Weltmeisterschaften 2006 in Ufa, an denen sie bei den Wettbewerben der Juniorinnen teilnahm. In der Stilrichtung Crosslauf belegte sie im Sprint den 21. Platz und verpasste als Viertplatzierte mit Michaela Balatková, Petr Hradecký, und Pavel Suchánek in der Mixed-Staffel nur um eine Sekunde eine Medaille gegen die Vertretung Weißrusslands. Auf Skirollern wurde sie 14. des Sprints. Sowohl im Cross als auch auf Skirollern trat sie trotz Qualifikation nicht in den Verfolgungsrennen an. Im Jahr darauf nahm sie in Otepää erneut an der Sommerbiathlon-WM teil. Im Cross belegte sie die Plätze 12 im Sprint, fünf im Massenstart und sechs mit der Mixed-Staffel, auf Skirollern kamen die Ränge acht im Sprint und sieben in der Verfolgung hinzu. Erstes Großereignis auf Schnee wurden die Biathlon-Juniorenweltmeisterschaften 2008 in Ruhpolding, bei denen die Tschechin 17. des Einzels, 24. des Sprint, 41. der Verfolgung und mit Veronika Zvařičová und Veronika Vítková Staffel-Achte wurde. Kurz darauf startete sie auch bei den Wettbewerben der Junioren-Europameisterschaft in Nové Město na Moravě. Die Wettbewerbe in ihrer tschechischen Heimat bestritt Hořejší recht erfolgreich. Im Einzel verpasste sie als Viertplatzierte knapp gegen die Russin Irina Maximowa eine Medaille, wurde 20. des Sprints und verbesserte sich im folgenden Verfolgungsrennen bis auf den neunten Platz. Im Staffelrennen gewann sie an der Seite von Zvařičová und Vítková die Silbermedaille hinter den Russinnen.
Der Wechsel vom Junioren- in den Erwachsenenbereich erfolgte im Januar 2008 während der fünften Station des Biathlon-Europacups 2007/08 in Langdorf. Zunächst bestritt Hořejší das Einzel noch bei den Juniorinnen und wurde dort 25., den folgenden Sprint lief sie schon bei den Frauen und wurde 43. In Cesana San Sicario gewann sie wenig später als 18. eines Sprints erste Punkte. Bestes Ergebnis in dieser Rennserie ist bislang ein neunter Platz, den sie 2009 in Osrblie bei einem Einzel erreichte. Im Sommer gewann sie beim IBU-Sommercup 2009 zum Saisonauftakt im heimischen Bystřice pod Hostýnem mit dem Sprint und dem Massenstart beide Rennen. Bei den Sommerbiathlon-Europameisterschaften 2009 in Nové Město na Moravě, dem ersten Großereignis im Leistungsbereich, an dem Hořejší teilnahm, wurde sie 22. des Sprints sowie 18. des Massenstarts. Im Jahr darauf kamen in Osrblie die Ränge elf im Sprint und zehn im Verfolgungsrennen hinzu.